# Nuestra Belleza Mexico

A logomarca do Nuestra Belleza Mexico

O Nuestra Belleza Mexico (NBM; em português: Nossa Beleza México) foi um concurso nacional de beleza do México que escolhia as representantes do país para o Miss Universo, Miss Mundo e Miss Internacional  e outros concursos. 
O certame foi criado por Lupita Jones (primeira Miss Universo do país, eleita em 1991) em parceria com a Televisa e encerrado em 2017, quando Lupita criou o Mexicana Universal em sua substituição.  
Durante a existência da competição, o México conquistou um título no Miss Universo, dois no Miss Internacional, um no Rainha Hispano-Americana e um no Miss Continente Americano.  

## História
O Nuestra Belleza Mexico surgiu em 1994 como a franquia oficial do concurso Miss Universo no México. 
Em 1995 o concurso se tornou o responsável também por escolher a representante mexicana para o Miss Mundo. 
Entre tantas participantes uma das mais famosas é Jacqueline Bracamontes, que, após vencer o concurso em 2001, seu tornou uma das atrizes mais populares do México. 
Geraldine Ponce, participante do NBM que foi ao Miss Internacional, foi eleita deputada. 
As primeiras vitórias de uma mexicana escolhida no NBM em concursos internacionais aconteceu apenas em 2007, treze anos depois da fundação do certame.

### Fatos históricos
- Em 2007 a vitória de Elisa Najera Galito, representante do estado de Guanajuato, quebrou um jejum de 35 anos sem vitórias deste estado no Miss México; [6]
- Em outubro de 2007, uma representante do NBM venceu um concurso importante pela primeira vez: Priscila Perales venceu o Miss Internacional 2007 no Japão;
- Em 2007, Alejandra Espinoza, representante da Baja California, foi enviada por Lupita ao Nuestra Belleza Latina e venceu a 1ª edição do concurso concurso; [7]
- Em 2008, Laura Zúñiga, que havia representado Sinaloa e sido coroada Rainha Hispano-americana 2008, foi presa por envolvimento com o tráfico de drogas; [8]
- Em 2008, Lupita González Gallegos, venceu o Miss Continente Americano; [4]
- Em 2009, Anagabriela Espinoza venceu o Miss Internacional 2009;
- Em 2010, Ximena Navarrete foi eleita Miss Universo 2010;
- Em 2010, Ana Patricia González, representande de Sinaloa no NBM 2005, venceu o Nuestra Belleza Latina;
- Em 2015, o concurso rompeu temporariamente a relação com o Miss Universo devido os comentários de Donald Trump sobre os mexicanos; [3] [9]
- Em 2016, o NBM perdeu a franquia do  Miss Mundo  no México e deixou de enviar candidatas para este concurso;
- A última edição do NBM foi realizada em março de 2017 e vencida por Denisse Franco; [2]
- Em abril de 2017 foi anunciado que a parceria com a Televisa chegava ao fim porque o concurso gerava muitos custos; [10]
- Em julho de 2017 foi anunciado que o concurso seria encerrado definitivamente e substituído pelo Mexicana Universal. [11]

## Representantes nos principais concursos

### Representantes para Miss Universo
| Ano  | Nome                         | Estado              | Colocação                               |
| ---- | ---------------------------- | ------------------- | --------------------------------------- |
| 2017 | Denisse Iridiane Franco Piña | Sinaloa             |                                         |
| 2016 | Yuselmi Cristal Silva Dávila | Tamaulipas          | Top 09                                  |
| 2015 | Wendolly Esparza Delgadillo  | Aguascalientes      | Top 15                                  |
| 2014 | Josselyn Garciglia Bañuelos  | Baja California Sul |                                         |
| 2013 | Cynthia Lizetthe Duque Garza | Nuevo León          |                                         |
| 2012 | Laura Karina González Muñoz  | Aguascalientes      | Top 10                                  |
| 2011 | Karin Ontiveros Meza         | Jalisco             |                                         |
| 2010 | Jimena Navarrete Rosette     | Jalisco             | Vencedora - Miss Universo 2010          |
| 2009 | Karla Carrillo González      | Jalisco             |                                         |
| 2008 | Elisa Nájera Gualito         | Guanajuato          | 5º lugar Melhor corpo em traje de banho |
| 2007 | Rosa María Ojeda Cuen        | Sinaloa             | Top 10                                  |
| 2006 | Priscila Perales Elizondo    | Nuevo León          | Top 10                                  |
| 2005 | Laura Elizondo Erhard        | Tamaulipas          | 4º lugar                                |
| 2004 | Rosalva Luna Ruiz            | Sinaloa             | Top 15                                  |
| 2003 | Marisol González Casas       | Coahuila            |                                         |
| 2002 | Ericka Cruz Escalante        | Yucatán             |                                         |
| 2001 | Jacqueline Bracamontes       | Jalisco             |                                         |
| 2000 | Leticia Murray Acedo         | Sonora              |                                         |
| 1999 | Silvia Salgado Cavazos       | Nuevo León          | Top 10                                  |
| 1998 | Katty Fuentes García         | Nuevo León          |                                         |
| 1997 | Rebeca Tamez Jones           | Tamaulipas          |                                         |
| 1996 | Vanessa Guzmán Niebla        | Chihuahua           | Top 6                                   |
| 1995 | Luz María Zetina Lugo        | Estado do México    |                                         |

### Representantes para Miss Mundo
| Ano  | Nome                                 | Estado           | Colocação    |
| ---- | ------------------------------------ | ---------------- | ------------ |
| 2015 | Yamelin Ramírez Cota                 | Sonora           |              |
| 2014 | Daniela Álvarez Reyes                | Morelos          | Top 11       |
| 2013 | María Elena "Marilyn" Chagoya Triana | Veracruz         |              |
| 2012 | Mariana Berumen Reynoso              | Guanajuato       | Top 15       |
| 2011 | Cynthia de la Vega Oates             | Nuevo León       |              |
| 2010 | Anabel Solís Sosa                    | Yucatán          |              |
| 2009 | Perla Beltrán Acosta                 | Sinaloa          | 1ª Sucessora |
| 2008 | Ana Gabriela Espinoza Marroquín      | Nuevo León       | Top 15       |
| 2007 | Carolina Morán Gordillo              | Colima           | 2ª Sucessora |
| 2006 | Karla Jiménez Amezcua                | Puebla           | Top 17       |
| 2005 | Dafne Molina Lona                    | Cidade do México | 1ª Sucessora |
| 2004 | Yessica Ramírez Meza                 | Baja California  | Top 15       |
| 2003 | Erika Honstein García                | Sonora           |              |
| 2002 | Blanca Zumárraga Contreras           | Puebla           |              |
| 2001 | Tatiana Rodríguez                    | Campeche         |              |
| 2000 | Paulina Flores Arias                 | Sinaloa          |              |
| 1999 | Danette Velasco Bataller             | Cidade do México |              |
| 1998 | Vilma Zamora Suñol                   | Guanajuato       |              |
| 1997 | Blanca Soto Benavides                | Morelos          |              |
| 1996 | Yessica Salazar González             | Jalisco          | Top 10       |
| 1995 | Alejandra Quintero Velasco           | Nuevo León       | Top 10       |

### Representantes para o Miss Internacional
| Ano  | Nome                                    | Estado              | Colocação                           |
| ---- | --------------------------------------- | ------------------- | ----------------------------------- |
| 2016 | María Geraldine Ponce Méndez            | Nayarit             | Top 15                              |
| 2015 | Lorena Sevilla Mesina                   | Colima              | Top 10                              |
| 2014 | Vianey Vázquez Ramírez                  | Aguascalientes      | Top 10                              |
| 2013 | Lucero Miroslava Montemayor Gracia      | Nuevo León          |                                     |
| 2012 | Jessica Cecília García Formenti Canseco | Baja California Sur | Top 15                              |
| 2011 | Karen Higuera Contreras                 | Baja California Sur |                                     |
| 2010 | Gabriela Palácio Díaz de León           | Aguascalientes      |                                     |
| 2009 | Anagabriela Espinoza Marroquín          | Nuevo León          | Vencedora - Miss Internacional 2009 |
| 2008 | Lorenza Bernot Krauze                   | Morelos             |                                     |
| 2007 | Priscila Perales Elizondo               | Nuevo León          | Vencedora - Miss Internacional 2006 |
| 2000 | Leticia Murray Acedo                    | Sonora              | Top 15                              |
| 1999 | Graciela Soto Cámara                    | Morelos             |                                     |